# Vékás Magdolna
Vékás Magdolna, (Budapest, 1956. július 23. –) magyar fotóművész. Vékás Péter operatőr testvérhúga.
A középiskola befejezése után a Dési Huber István szakiskola fényképész tanulója volt. 1977-től tíz évig a Semmelweis Orvostörténeti Múzeum fotósaként dolgozott. Később hosszú ideig szabadfoglalkozású fotóművész volt, és múzeumok, könyvkiadók megbízására is dolgozott.
1997-től 2009-ig a THÉBA Művészeti Szakközépiskolában alkalmazott fotográfiát tanított. Jelenleg az Alternatív Közgazdasági Gimnázium fotó tanára, a Magyar Képzőművészeti Egyetem Grafika tanszékén óraadó, szakterülete a klasszikus fényképészeti eljárások.
1977-ben felvették a Fiatalok Fotóművészeti Stúdiójába. 1982 óta tagja a Magyar Fotóművészek Szövetségének.
A Magyar Alkotóművészek Országos Egyesületébe 1987-ben lépett be.
Érdeklődésének központjában a régi fotótechnikák állnak, leggyakrabban cianotípiával, albuminnal, sópapírral dolgozik.
Képeivel számos egyéni és csoportos kiállításon szerepelt Magyarországon és külföldön. 2000-ben Balogh Rudolf-díjjal ismerték el munkásságát.